# Каражартас

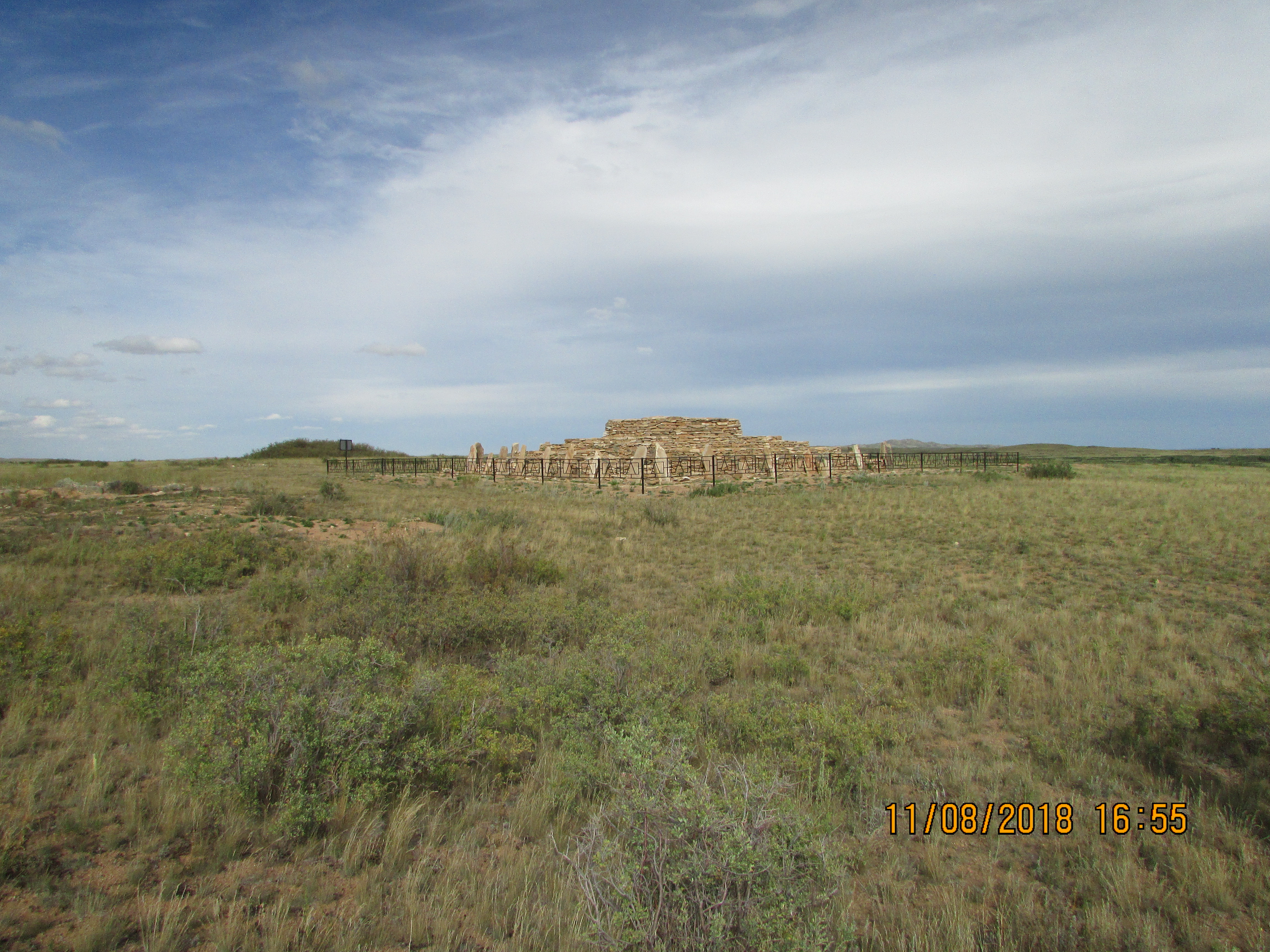
Общий вид могильника Каражартас

Могильник Каражартас —  один из мегалитических памятников бегазы-дандыбаевской культуры эпохи поздней бронзы. Он расположен на правом берегу реки Талды, в 2 км западнее аула Жанажурт, в 12 км восточнее села Талды, на территории Талдинского сельского округа Шетского района Карагандинской области (Республика Казахстан).
Исследовательские работы на памятнике проводил в 2016-2017 гг. кандидат исторических наук, археолог Игорь Алексеевич Кукушкин из НИИ "Сарыаркинский археологический институт" при КарГУ им. Е. А. Букетова. Могильник Каражартас насчитывает 41 сооружение эпохи поздней бронзы и раннего железного века. В 2016-2017 гг. на памятнике был исследован пирамидально-ступенчатый мавзолей размерами 14х14,5 м, с захоронением члена родоплеменной знати бегазы-дандыбаевского социума. Надмогильная конструкция насчитывает порядка 5—6 стен, сооружённых строительной кладкой. Помимо погребального комплекса элитного плана, раскопками были охвачены еще 12 сооружений более низкого социального статуса.
Согласно радиоуглеродному анализу, проведенному в лаборатории CHRONO Королевского Университета, г. Белфаст (Северная Ирландия), было установлено, что могильник функционировал на протяжении XV—XIV вв. до н. э. Исследованный мавзолей является наиболее крупным и конструктивно сложным сооружением эпохи поздней бронзы Центрального Казахстана.
В 4 км западнее могильника Каражартас, на некрополе Табылды, в 2018 году был раскопан курган с захоронением двух лошадей, имитирующих колесничную упряжку.
Лошади лежали на боку, спинами друг к другу.
Аким Карагандинской области Кошанов поручил создать инфраструктуру и условия для приезжающих туристов. Бизнесмены хотят создать этноаул.